# カレル・デュジャルダン
カレル・デュジャルダン（Karel Dujardin、1622年9月27日 - 1678年11月20日）は、17世紀のオランダの画家である。オランダ、イタリアで活動し、肖像画や宗教を題材にした作品も描いたが、主にイタリアの農民や家畜のいる風景を描いた。

## 略歴
アムステルダムに生まれた。18世紀初めにアルノルト・ホウブラーケンによって書かれた、オランダ絵画黄金時代の画家たちの伝記『大劇場』の記述によれば、アムステルダムの画家、ニコラース・ベルヘムの弟子であったとされる。
1646年から1652年の間にイタリアに滞在したされ、1648年または1649年ごろ、借金から逃れるためにリヨンに移り、借金を肩代わりしてくれた女性と結婚したという話が残っている が信頼性は低いとされる。フランスで結婚した後、1650年にアムステルダムに戻り、1655年には、デン・ハーグの画家の組合「Confrérie Pictura(絵の兄弟信心会)」のメンバーになって、ハーグで働いた。1658年か1659年にアムステルダムに戻った。
1675年にローマに移り、ローマのオランダやフランドル出身の画家達のグループ、「Bentvueghels」のメンバーとして活動し、仲間からは「ヤギ髭（Barba di Becco）」のあだ名で呼ばれた。1678年にヴェネツィアに移りそこで病没した。
主にイタリアの風景を描き、風俗画や宗教を題材にした作品も描いた。

## 作品

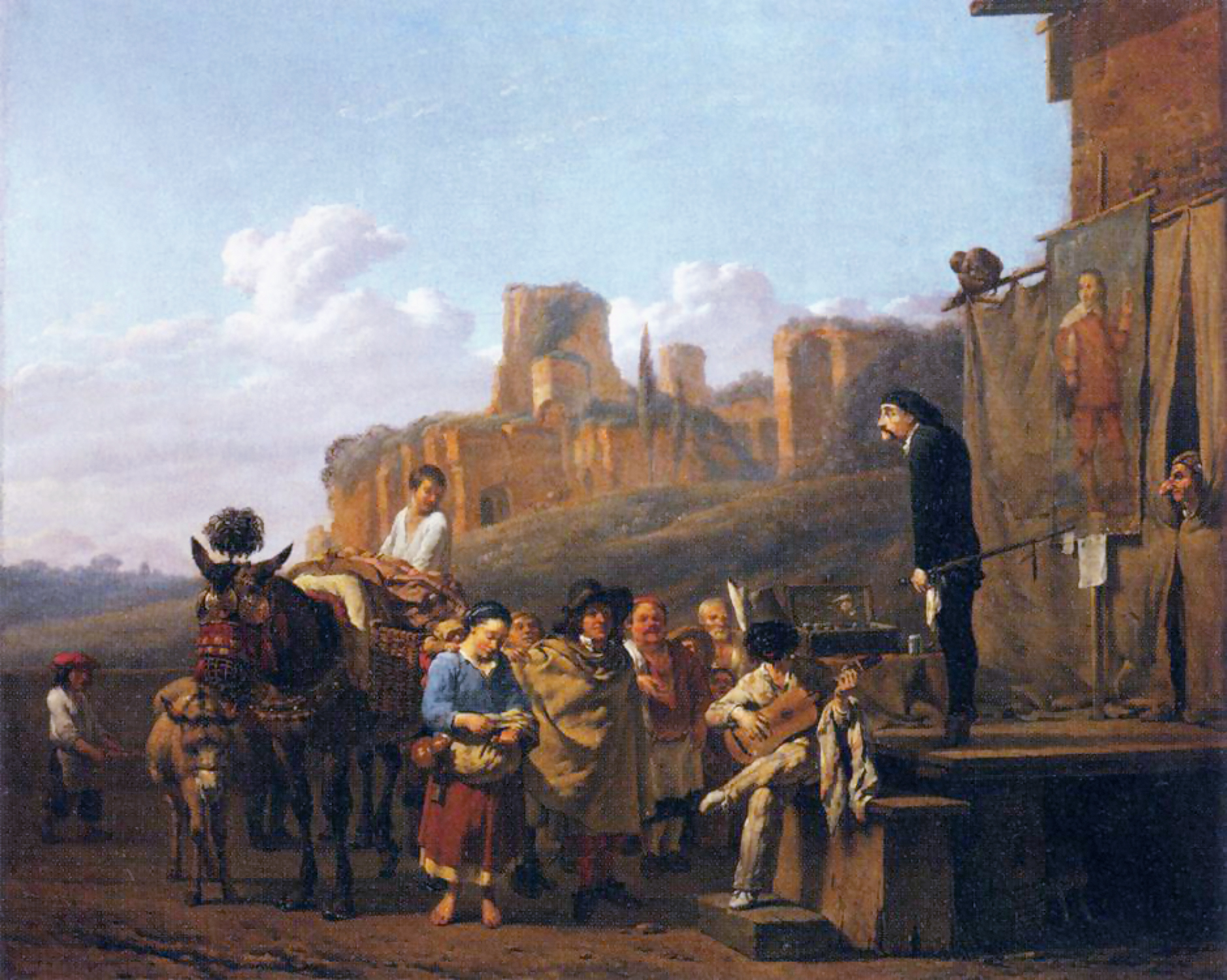
『イタリアのペテン師』 (1657)
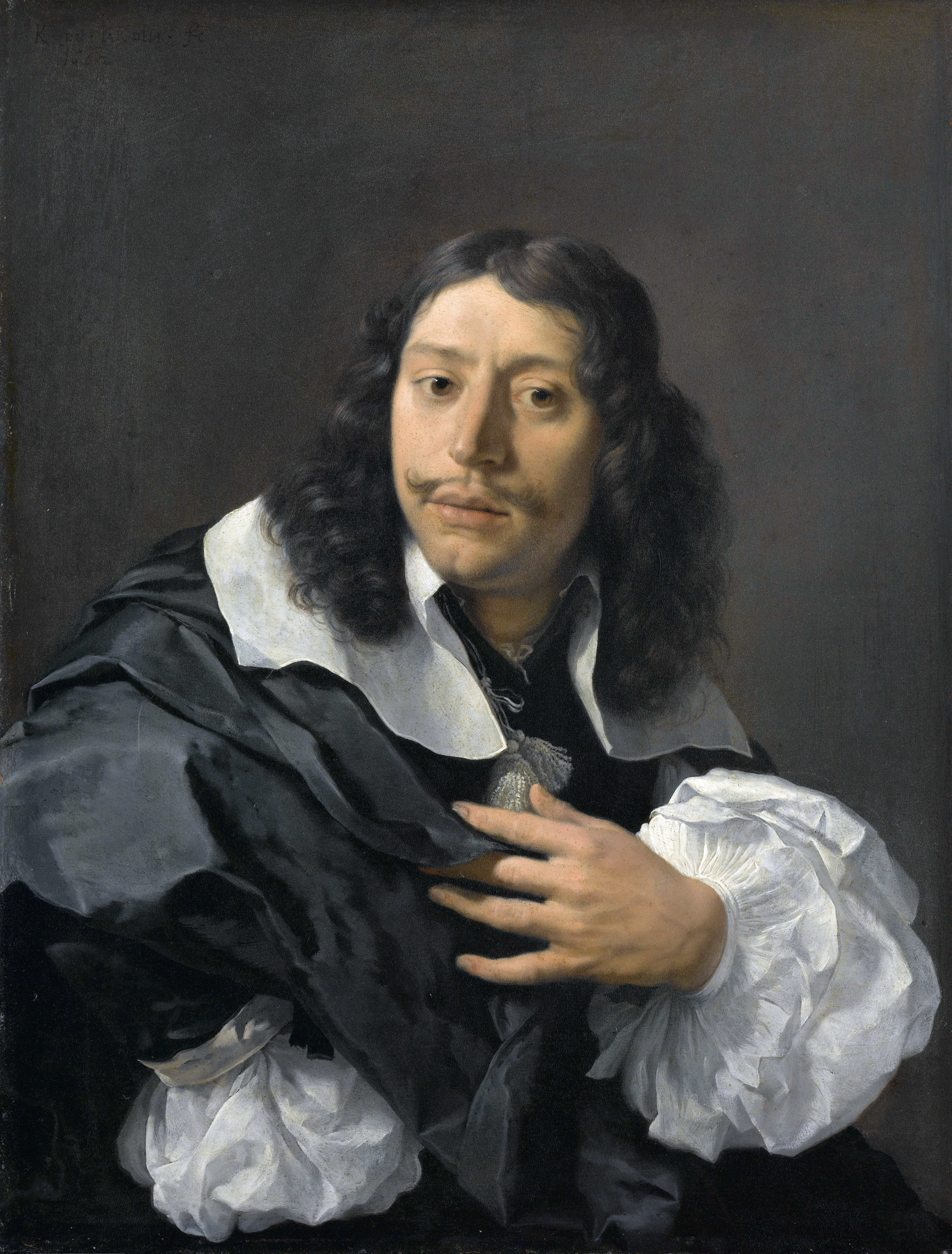
『自画像』 (1662年)
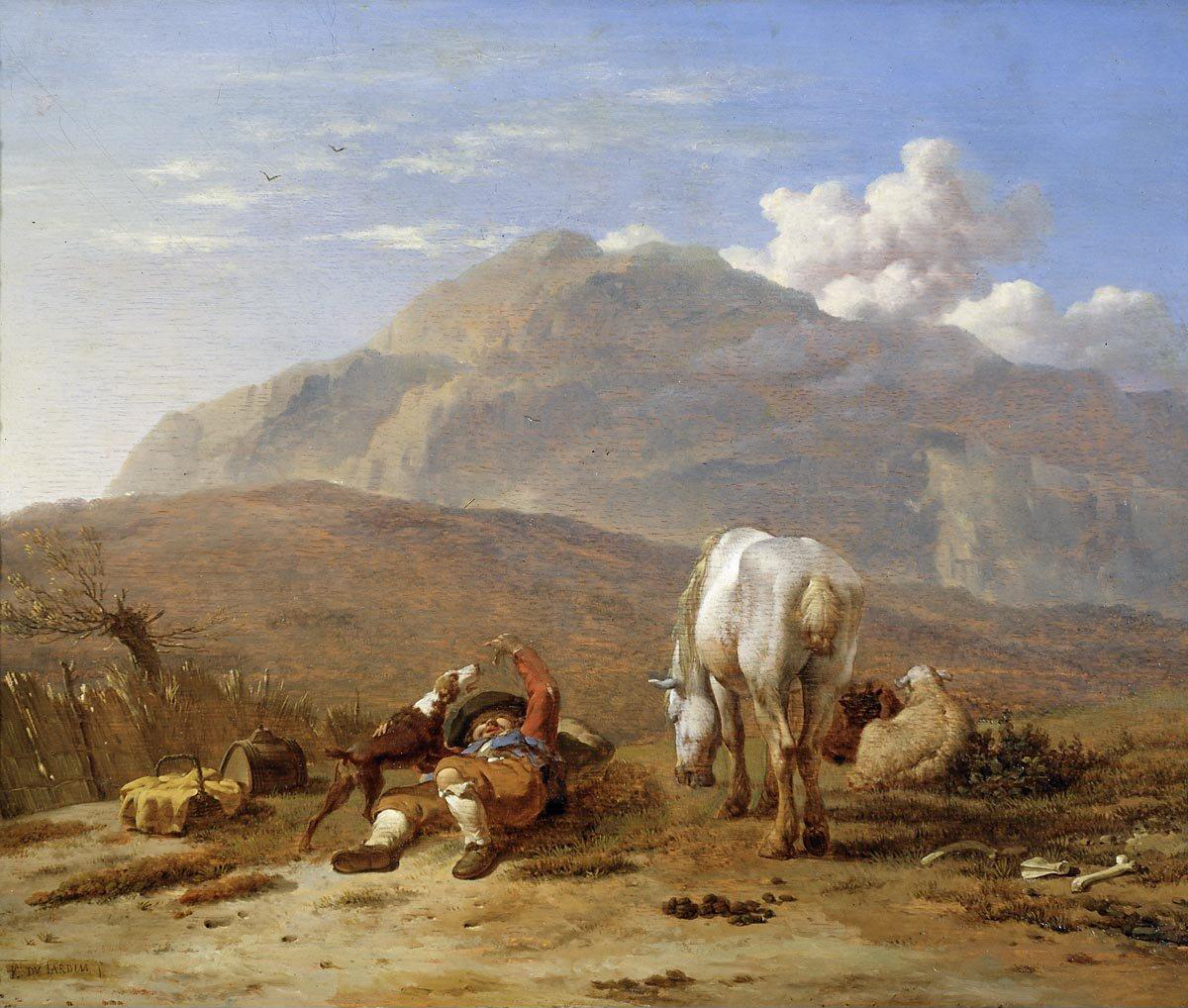
『犬と遊ぶ羊飼いのいる風景』 (1660/1665)
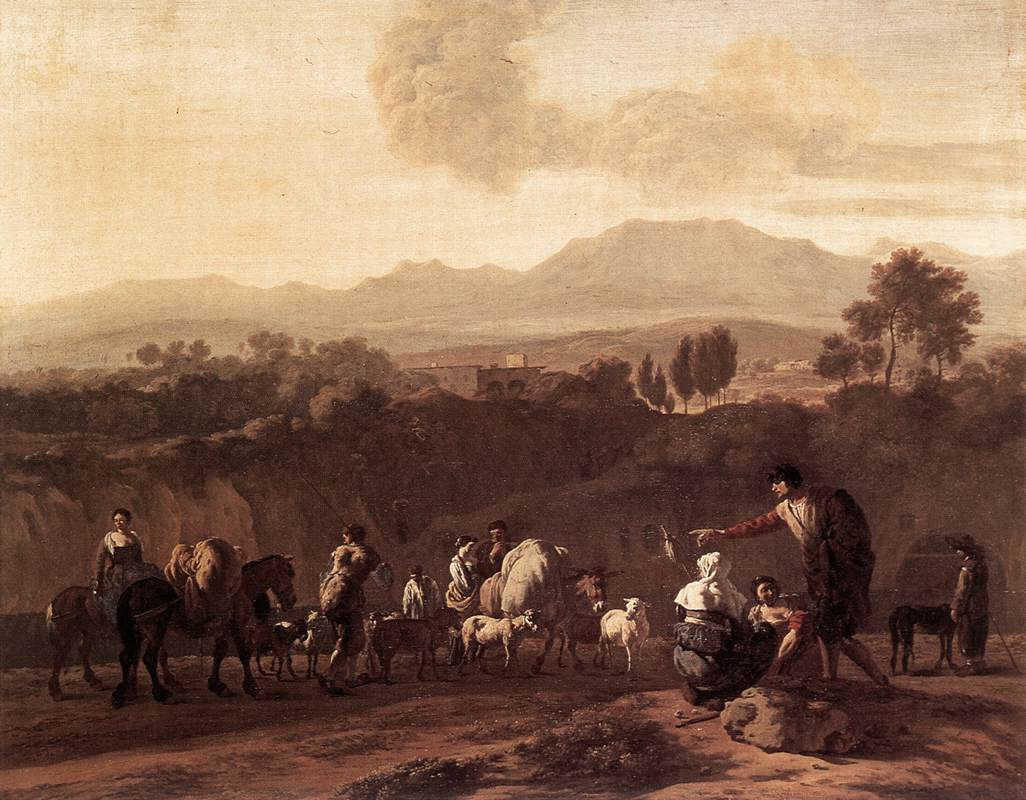
『ローマの田舎の風景』
『乳搾りする農家の女』 (1657)
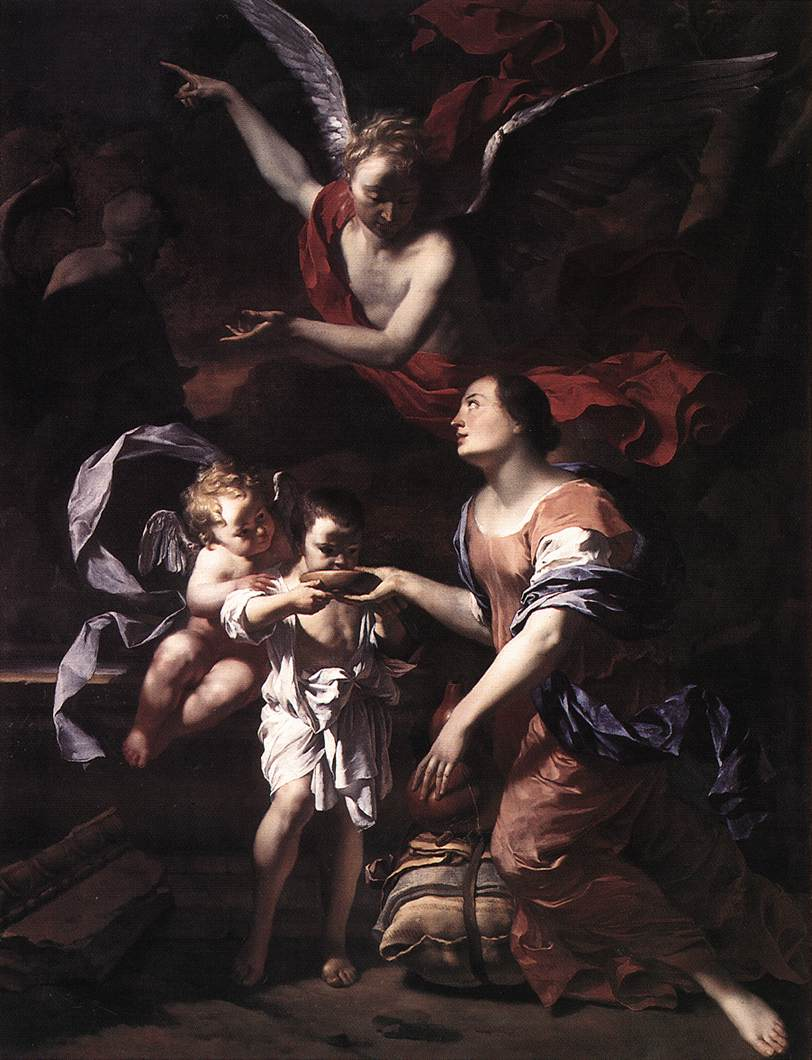
『ハガルと荒野のイシュマエル』 (c.1662)
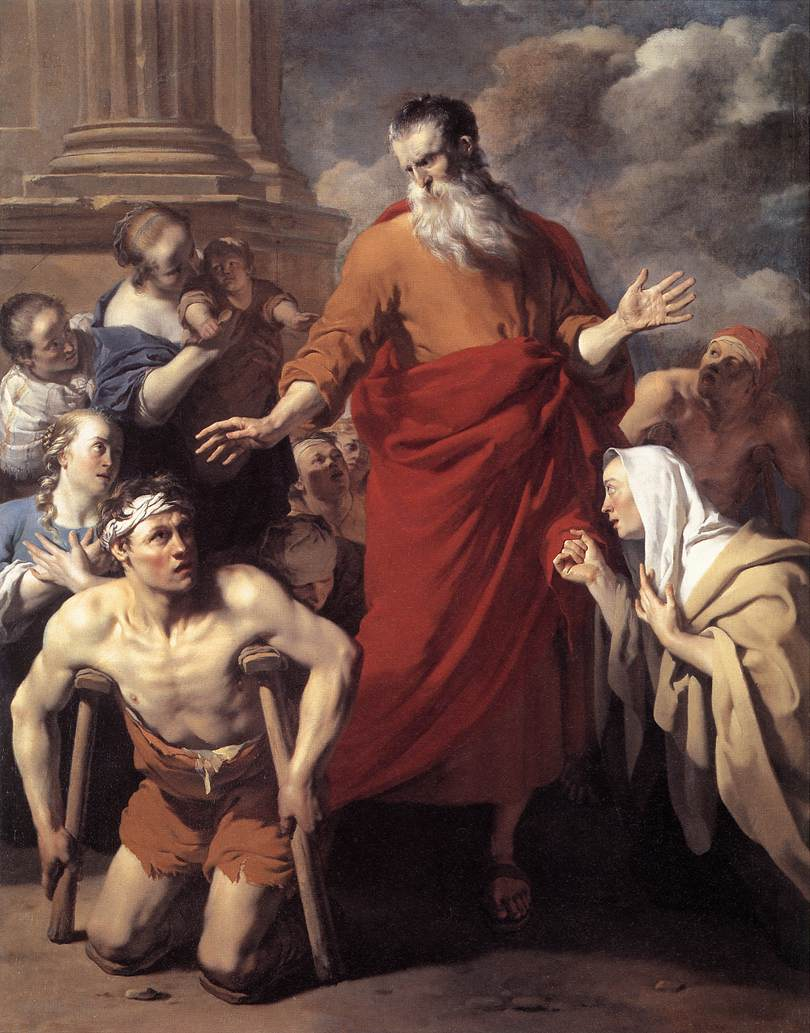
『ルストラで不具者を癒す聖パウロ』 (1663)
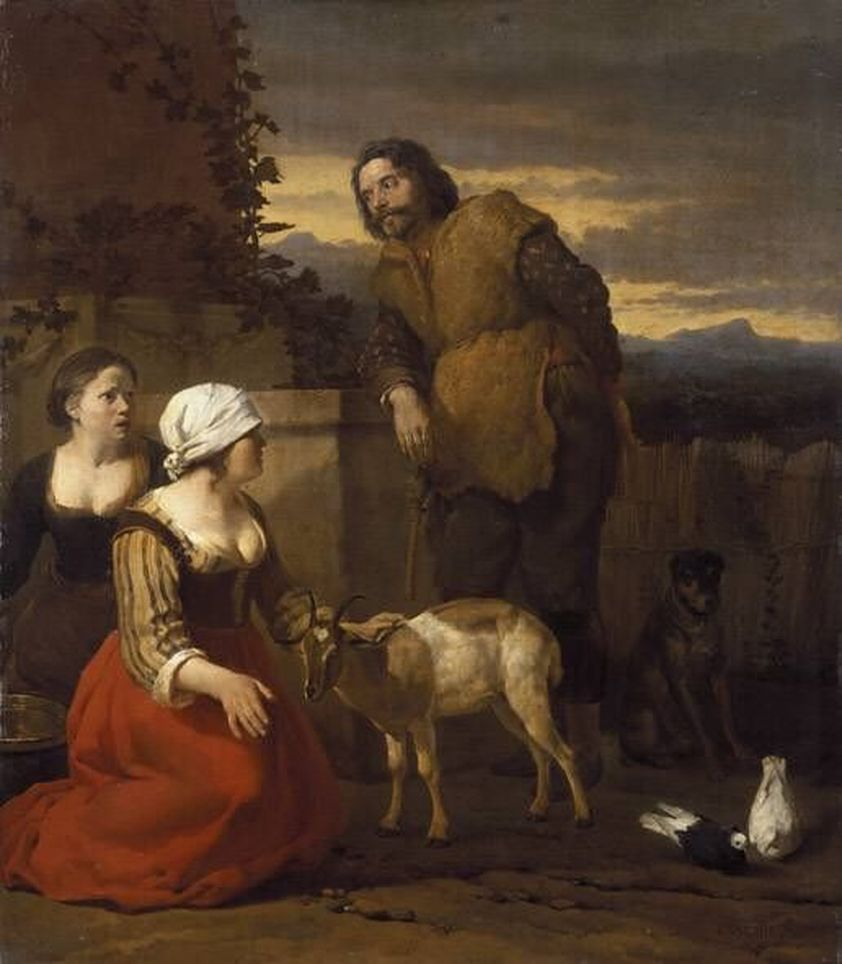